# Weckengang

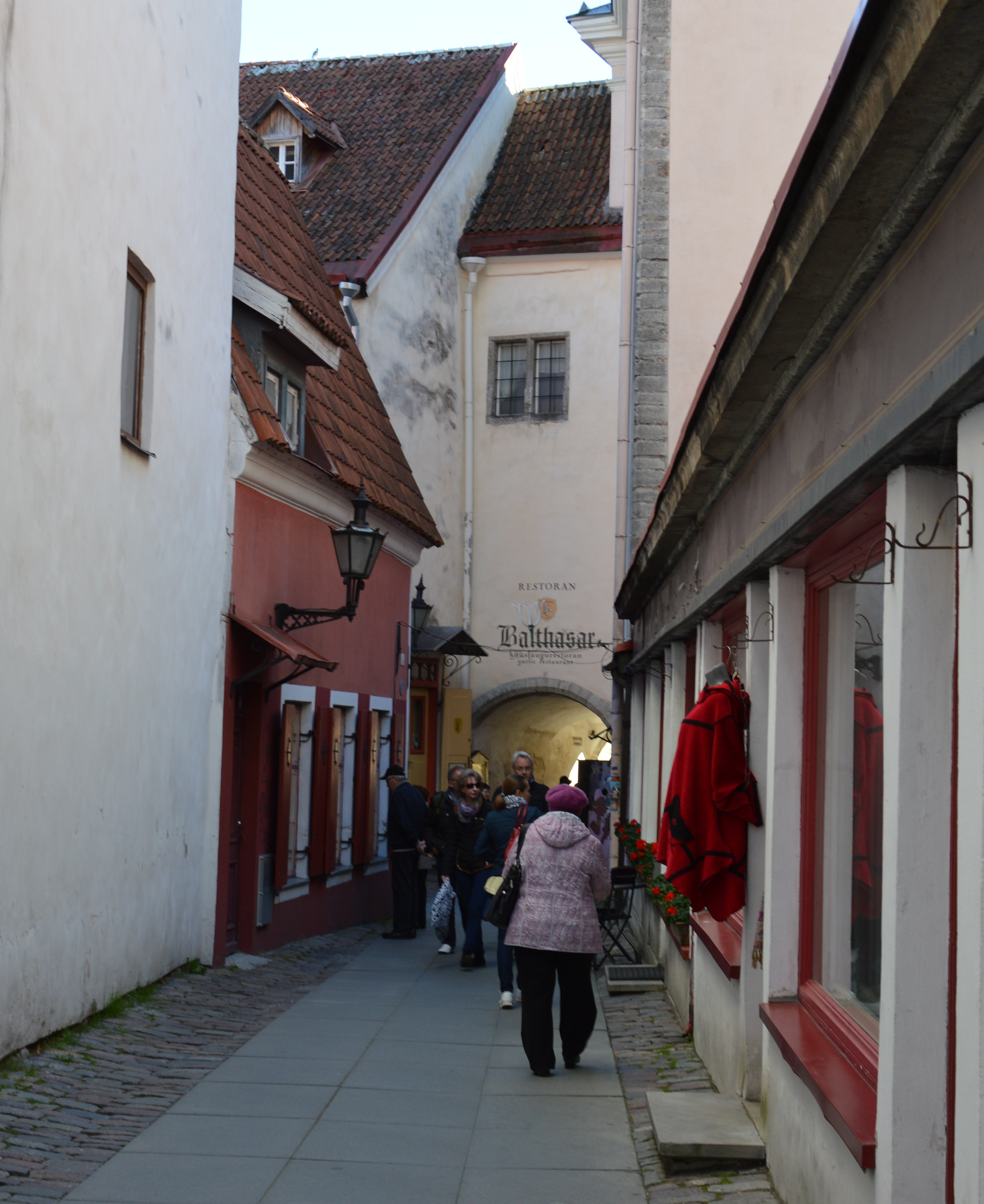
Weckengang, Blick nach Süden

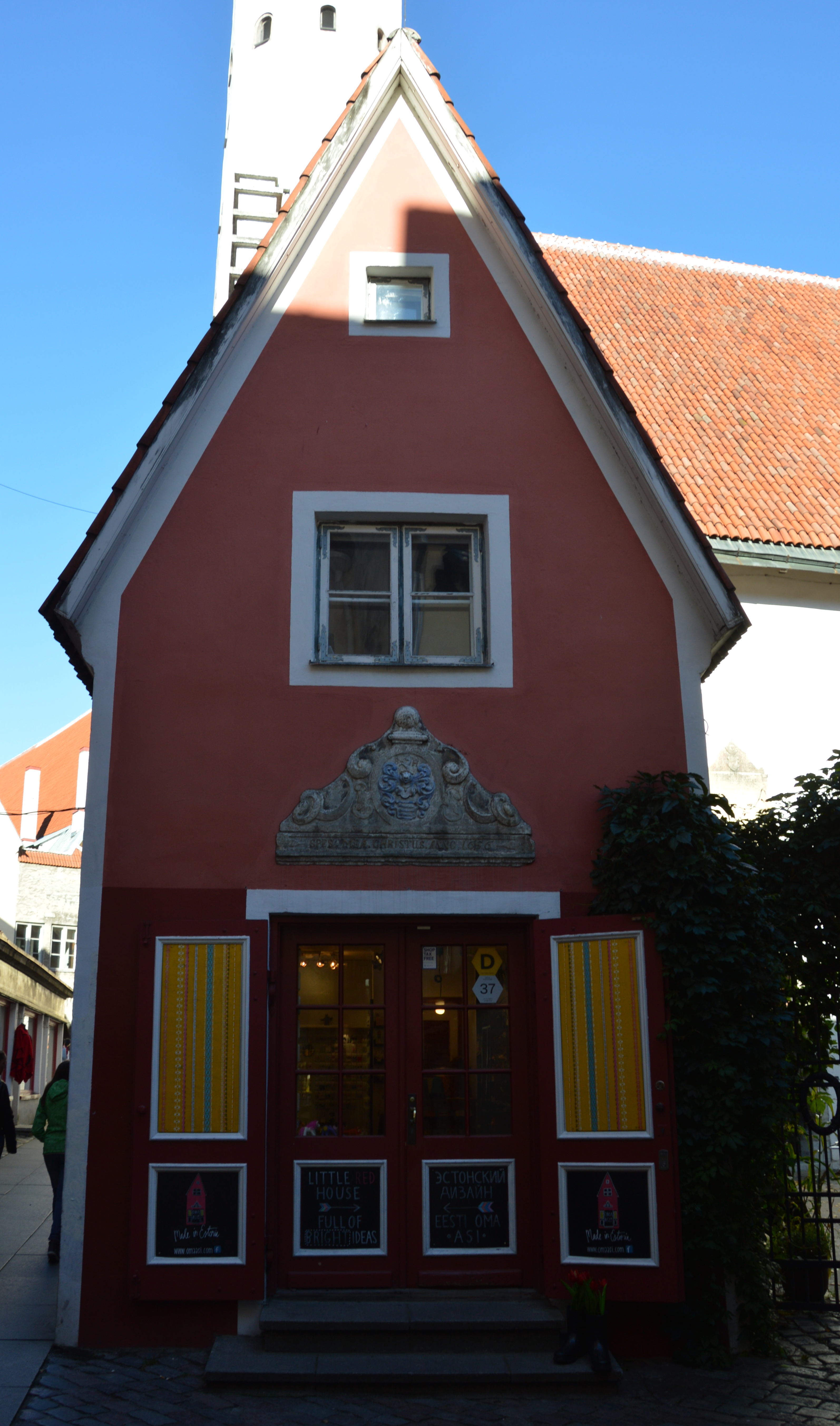
Weckengang 4, Bürgerhaus von 1656

Der Weckengang (estnisch Saiakang, Saia käik) ist eine Gasse in der estnischen Hauptstadt Tallinn (deutsch Reval). 
Sie befindet sich in der historischen Revaler Altstadt und verbindet die Langstraße (estnisch Pikk) im Norden mit dem Rathausplatz (Raekoja plats) im Süden. Gegenüber der Einmündung auf die Langstraße liegt das Haus der Großen Gilde. Unmittelbar westlich der Einmündung befindet sich die Heiliggeistkirche. Neben dem südlichen von einem Tonnengewölbe überspannten Ende der Gasse besteht die Tallinner Ratsapotheke.
Der Name der Weckengasse geht bis auf das 14. Jahrhundert zurück und bezog sich auf hier ansässige Backstuben. In der Gasse besteht mit dem denkmalgeschützten Haus Weckengang 4 das kleinste Bürgerhaus Revals.
In der kleinen Gasse sind heute Gastronomie und Kunsthandwerksbetriebe ansässig.
Am Südende der Gasse lebte im 16. Jahrhundert der Chronist Balthasar Russow. Nach ihm ist ein dort befindliches auf Knoblauch spezialisiertes Restaurant benannt. In der Gasse besteht auch ein als Weckengang benanntes Café.